# Decreet van Memphis
Het Decreet van Memphis is een inscriptie, uitgebeiteld in een grijs granieten blok, tijdens de regering van de Egyptische koning Ptolemaeus IV Philopator en dateert van 215 v.Chr.. De steen werd gevonden te Memphis.
Het decreet werd in 1902 in de wetenschappelijke wereld bekend, ruwweg een eeuw na de vondst van de Steen van Rosetta. Een tweede deel van het decreet werd in 1923 gevonden. Net als de Steen van Rosetta en het Decreet van Canopus is het Decreet van Memphis geschreven in zowel het Grieks als het Egyptisch (in hiërogliefen en demotisch). Ten tijde van de ontdekking van het Decreet van Memphis was de Egyptologie al grotendeels in staat beide vormen van Egyptisch te lezen, maar er waren nog altijd onduidelijkheden en vermoedens die al of niet door het decreet bewaarheid werden.
Het decreet bevat naast een vermelding van de gebruikelijke schenkingen aan de tempels een beschrijving van de Slag bij Raphia tegen de Seleuciden-vorst Antiochus III de Grote en een vermelding van de aandacht die de farao schonk aan de Egyptische tempels in Syrië.